# Franz Werner
Franz Josef Maria Werner (Wenen, 15 augustus 1867- Wenen, 28 oktober 1939) was een Oostenrijkse zoöloog en ontdekkingsreiziger. Werner was gespecialiseerd in de herpetologie en entomologie en beschreef verschillende soorten en taxonomische classificaties van insecten, kikkers,  slangen en andere organismen. 